# Bror Göransson
Bror Albert Valentin Göransson, född 29 oktober 1915 i Göteborg, död 8 augusti 1971 i Karl Johans församling i Göteborg, var en svensk målare.
Göransson var son till Hanna Bäcklund och halvbror till Åke Göransson. Mellan 1936 och 1950 var han gift med Karin Julia Maria Olsson och från 1951 med Ulla Martinsson. Efter att han provat på flera olika sysslor började han i slutet av 1930-talet ägna sig åt konst. Han studerade konst vid Valands målarskola i Göteborg 1939–1941 och under studieresor till Frankrike och Italien. Göransson fick sitt genombrott 1945–1946. Han medverkade i utställningen Anonyma Salongen på Olsens konstsalong i Göteborg 1949 och ställde senare ut där separat. Hans konst består av stilleben, ofta med karaffer, i olja eller pastell. Bror Göransson är begravd på Kvibergs kyrkogård i Göteborg. 